# 20 идей по развитию России

Один из рекламных постеров проекта, опубликованный в газете «Ведомости».

20 идей по развитию России — существовавшая с 2021 по 2022 г. рекламная кампания по продвижению идей Дмитрия Давыдова по улучшению Российской Федерации.

## История
Первые активности заказчиков рекламной кампании «20 идей» в Рунете стали появляться в конце июня — начале июля 2021 года. Так, по данным аналитического агентства WhoIsBlogger, ещё 25 июня проект в формате сторис первым из блогеров поддержал Стас Черкашин (1,3 млн подписчиков в Instagram), а 27-го началась волна публикаций, охватившая наиболее популярных пользователей Instagram. Реклама делалась по шаблону: звезда держит в руках синюю книгу в твердой обложке «20 идей» или находится с книгой в одном кадре и сопровождает пост/сторис подписью с советом подписчикам ознакомиться с идеями Дмитрия Давыдова, способными улучшить жизнь в России.
В начале июля был зарегистрирован созданный в начале года сайт 20idei.ru, его администратором указан Давыдов Дмитрий Викторович, чей IP-адрес используют ещё несколько десятков ресурсов. В оформлении сайта использовались стоковые неоригинальные изображения, а зарегистрированный в Германии почтовый ящик для связи не отвечает. Несколько программистов, к которым The Bell обратился за помощью, изучали цифровые следы «20 идей» почти две недели, но лишь сказали, что проект изначально был ориентирован на анонимность. Рекламный видеоролик «20 идей» был создан агентством 3daddy studio из бизнес-группы Kenguru Сергея Котика, но к ним обращались посредники.
Согласно источникам Русской службы Би-би-си и The Bell, рекламная кампания финансировалась наличным расчётом в СМИ и через посреднические агентства из России и Белоруссии в соцсетях с целью не оставлять следов и из-за неизвестного происхождения денег. Не было публичной информации о претензиях к финансированию кампании у Росфинмониторинга и ФНС.
В СМИ продвижение «20 идей» началось 7 июля с публикации «Эксперт озвучил основную проблему современной экономики России» в онлайн-издании «Капитал страны», партнере группы «Патриот» предпринимателя Евгения Пригожина. Пометка «Реклама» на заметке отсутствовала, в отличие от большинства последующих публикаций в других СМИ. В материале описывалась собранная проникшимся идеями главой фондом «Планета» Ибрагимом Мальсаговым онлайн-конференция «Ускоренный подъём экономики России» на базе «Интерфакса» участники которой из числа экспертов с левыми и патриотическими взглядами презентовали «20 идей», спикерами были заявлены политолог Сергей Марков, экономисты Михаил Хазин и Никита Кричевский (впоследствии заявлял, что не участвовал). В августе в агентстве Regnum прошла новая конференция с участием экономиста Михаила Делягина, политолога Дмитрия Журавлева и др.

## 20 идей
Его попытка внести прогрессивные идеи для положительных изменений в стране — дань предкам, поскольку корни Дмитрия здесь, и Россия — это его историческая Родина. Его прадед и другие родственники отдали жизни, сражаясь в Великой Отечественной войне.
Согласно официальной версии, масштабная инициатива придумана непубличным предпринимателем и активистом Дмитрием Давыдовым, который живёт за рубежом и не имеет российского гражданства и политических амбиций. Как юрист по образованию, он хочет внести прогрессивные идеи для развития России. Давыдов якобы обсуждал инициативы с администрацией президента РФ и мэрией Москвы в 2016 году, но его не услышали.
Предложения в основном касаются экономики и придерживаются либерального направления, в то же время есть идеи неожиданные (развитие страусиных ферм и выращивание тропических культур) и радикальные (чипирование всех россиян, кто когда-либо был осужден за уголовные преступления, за исключением условно осужденных).

### Участники
К 25 октября 2021 год вышло 180 статей с обзором «20 идей» и изложением автобиографии Давыдова в 35 изданиях. Где-то статьи сопровождала пометка «на правах рекламы», а где-то — нет; отдельные издания запускали спецпроекты. Оценка затрат разнилась от 65-80 млн руб. (Основатель агентства креативных коммуникаций Blacklight Максим Перлин) до 170 млн руб. (основательница коммуникационного агентства «Лампа» Евгения Лампадова). К декабрю 2022 г. было достигнуто 1229 публикаций в 51 СМИ. Среди участвовавших в рекламной кампании СМИ были:
- Аргументы и факты,
- Ведомости,
- Газета.ru,
- Коммерсантъ,
- Комсомольская правда,
- Московский комсомолец,
- РБК,
- Российская газета,
- Эхо Москвы (реклама на сайте и в эфире),
- Forbes,
- Lenta.ru,
- Regnum

В соцсетях согласно подсчетам аналитического агентства WhoIsBlogger, проект прорекламировал каждый третий российский Instagram-блогер более чем с 3 млн подписчиков и каждый пятый — с аудиторией в диапазоне от 1 млн до 3 млн. Лицами «20 идей» успели побывать Ольга Бузова, Николай Басков, Максим Галкин, Дмитрий Губерниев, Тимати и ещё десятки звезд первой величины. Всего в кампании по состоянию на 11 октября 2021 года поучаствовали 719 «инстаграмщиков» и 99 YouTube-блогеров, а также множество пользователей Twitter. Согласно подсчетам WhoIsBlogger, бюджет на продвижение в соцсетях (без учёта Twitter) уже достиг 280,2 млн рублей: в 203,1 млн оцениваются Instagram-посты, в 71,9 млн — Instagram-сторис, в 5,2 млн — YouTube-ролики.
В социальных сетях кампания по рекламе «20 идей» у топовых блогеров начала замедляться в середине июля после публикации Екатерины Гордон о невозможности лично связаться с Давыдовым и неоднозначной идеи о чипизации. После этого некоторые звезды удалили рекламу «20 идей», из-за чего посредники начали размещать рекламу у менее популярных блогеров.
Совокупная стоимость кампании по состоянию на середину октября оценивалась от 345—450 млн руб (Bell) до 500 млн руб. (Лампадова) В случае сохранения динамики годовые расходы на продвижение «20 идей» в интернете были бы сопоставимы с бюджетами в этом сегменте Volkswagen, Nestle и VK. С 20 идеями познакомился примерно каждый шестой россиянин (с начала активной кампании на сайт «20 идей» зашли свыше 23 млн человек, из них почти 98 % — из России).

### Организаторы
Деньги [в рекламу «20 идей»] вложены огромные. Очевидно, что этот человек связан с властью. В «Российской газете» просто так ничего публиковаться не будет, а публикации выходили в «Российской газете» не один раз, систематически — стоит и не снимается. Значит, точно связано с российскими властями.
Пресс-секретарь президента РФ Владимира Путина Дмитрий Песков сообщил «Русской службе Би-би-си», что «по линии» Кремля «специальных докладов не было»: «Кто стоит [за кампанией] — не знаем. Судя по деньгам, которые тратятся на продвижение, кто-то весьма состоятельный».
Издание TJournal предполагало, что автором «20 идей» может оказаться фигурант уголовного дела об ОПГ из Казахстана Дмитрий Давыдов, который обвиняется в уклонении от уплаты налогов и скрывается от местных правоохранителей за рубежом. Эту версию также выдвинула «Русская служба Би-би-си»: по данным издания, речь идет о 40-летнем совладельце казахстанской букмекерской компании «Олимп», которая до проблем с казахстанским правительством занимала 70 % рынка спортивных ставок в этой стране. В 2020 году местная прокуратура выдвинула сразу несколько обвинений руководству и менеджерам компании — в организации незаконного игорного бизнеса и уклонении от уплаты налогов. Всего, как полагают правоохранительные органы Казахстана, владельцы «Олимпа» не доплатили в бюджет 95 млрд тенге, или около 16 млрд рублей. Непубличный предприниматель, помимо работы в Казахстане, много путешествовал в Сингапур и Дубай, а именно казахстанский, сингапурский и дубайский опыт часто ставит в пример российским властям автор «20 идей». Также у Давыдова-букмекера совпадают с искомым Давыдовым детали биографии: оба юристы по образованию и живут за пределами России — но на этом косвенные доказательства того, что этот тот самый Давыдов, заканчиваются.

### Прекращение
17 декабря 2022 года Министерство юстиции внесло в единый реестр «иностранных агентов» Дмитрия Викторовича Давыдова 1981 года рождения, который вероятно и является автором «20 идей». После этого в федеральной базе розыска МВД был найден сам Дмитрий Давыдов. Как долго он находится в розыске по неназванной уголовной статье — не известно, в базе нет фотографии и телефона отдела МВД, куда можно обращаться по поводу разыскиваемого.
После этого в декабре 2022 г. российские СМИ начали удалять («Известия», «РБК») или прекращать публиковать новые идеи Дмитрия Давыдова.. Согласно сайту 20 идей, последней публикацией стала вышедшая 16 декабря в РБК статья Маркировка вредных продуктов.

## Реакция
Расследования The Bell и Русской службы Би-би-си были номинированы на премию Редколлегия за октябрь 2021 года.